# Берман, Пандро
Пандро Сэмюэл Берман (28 марта 1905, Питтсбург — 13 июля 1996, Беверли-Хиллз), также известный как Пан Берман — американский кинопродюсер.

## Биография

### Ранние годы
Берман родился в еврейской семье в Питтсбурге в 1905 году. Его отец Генри был генеральным менеджером Universal Pictures в годы становления Голливуда.

### Карьера
Берман был вторым режиссёром в 1920-е годы под руководством Малькольма Сент-Клера и Ральфа Инса. В 1930 году он был принят на работу в качестве киноредактора в RKO Radio Pictures, затем стал помощником продюсера. После ухода Генри Хобарта из RKO Берман взял на себя его обязанности и оставался на этом посту до 1939 года.
В октябре 1930 году Дэвид О. Селзник стал руководителем RKO Pictures и утвердил Бермана в роли продюсера экранизации рассказа Фанни Херст «Ночной звонок». Берман должен был восстановить упоминания об этнической жизни в еврейском гетто. Позже Берман сказал, что это был «первый хороший фильм», который он спродюсировал.

#### Metro-Goldwyn-Mayer
В 1940 году Берман ушёл из RKO Pictures и в MGM, где спродюсировал такие фильмы как «Девушка Зигфельда» (1941), «Национальный бархат» (1944), «Подкуп» (1949), «Отец невесты» (1950), «Школьные джунгли» (1955) и «Баттерфилд, 8» (1960). Его брат Генри также перешёл в MGM, чтобы продолжить работать с ним.
В 1950-х Берман сотрудничал с режиссёром Ричардом Торпом, с которым снял несколько фильмов, в том числе «Айвенго» (1952), «Узник крепости Зенда» (1952), «Рыцари круглого стола» (1953), «Все братья были доблестными» (1953) и «Квентин Дорвард» (1955).
Он пережил несколько кадровых перестановок в MGM и оставался там до 1963 года, а затем перешёл в независимое кинопроизводство.

## Награды
Берман был лауреатом Награды имени Ирвинга Тальберга 1976 года. Шесть его фильмов были номинированы на премию «Оскар» за лучший фильм: «Весёлая разведённая» (1934), «Элис Адамс» и «Цилиндр» (оба — 1935), «Дверь на сцену» (1937), «Отец невесты» (1950) и «Айвенго» (1952).

## Личная жизнь и смерть
В 1937 году Берман и его жена Виола наняли архитектора Роланда Коата, чтобы он спроектировал для них дом в Беверли-Хиллз, Калифорния. Шестнадцатикомнатный особняк с кинозалом обошёлся в 50 000 долларов. У Бермана было трое детей от его первой жены Виолы — Сьюзен Берман Мошай, Синтия Берман Шаффель и Майкл Берман. Его брак с Виолой закончился разводом. В 1960 году Берман женился на Кэтрин Херефорд.
13 июля 1996 года Берман умер от застойной сердечной недостаточности в своём доме в Беверли-Хиллз в возрасте 91 года. Он был похоронен в кладбище Хиллсайд, Калвер-Сити, Калифорния.